# O'Men Village Site
L'O'Men Village Site est un site archéologique américain dans le comté de Del Norte, en Californie. Protégé au sein du parc national de Redwood, il est inscrit au Registre national des lieux historiques depuis le 30 juin 1977.